# Bahnhof Kaltenkirchen (Holst)
Der Bahnhof Kaltenkirchen (Holst) ist eine Bahnstation an der Bahnstrecke Hamburg-Altona–Neumünster der AKN Eisenbahn. Hier verkehrt die Linie A2 im Tarifgebiet des Hamburger Verkehrsverbunds (HVV). An diesem Bahnhof ist eine Park and Ride-Anlage eingerichtet.

## Geschichte
Der Bahnhof wurde zusammen mit der ersten AKN-Strecke am 8. September 1884 für den Personenverkehr eröffnet.
2004 wurde der alte ebenerdige Bahnhof geschlossen und durch den neuen Bahnhof in Tieflage ersetzt. Das ehemalige Empfangsgebäude ist noch erhalten und wurde 2016 saniert. Es dient keinen Bahnzwecken mehr.
Im Jahr 2018 stiegen hier täglich rund 3700 Personen ein und aus.

## Lage
Der Bahnhof verfügt über einen 120 m langen und 76 cm hohen Mittelbahnsteig.
Südöstlich des Bahnhofes befindet sich der AKN-Betriebshof Kaltenkirchen, wo Züge regelmäßig abgestellt und gewartet werden.

## Verkehr
Es verkehrt hier die AKN-Linie A2. In Richtung Norderstedt Mitte fährt die A2 tagsüber im 20-Minuten-Takt und in der Hauptverkehrszeit im 10-Minuten-Takt. Am Samstag gibt es einen 20-Minuten-Takt, am Sonntag einen 30-Minuten-Takt und nachts einen 60-Minuten-Takt. In Richtung Neumünster besteht unabhängig von der Tageszeit immer ein 60-Minuten-Takt mit Verstärkern bis Bad Bramstedt tagsüber an Wochentagen. Die Züge der Linie A1 enden überwiegend in Ulzburg Süd, bis Kaltenkirchen verkehren nur einzelne Züge in der Nacht.
In der Nähe befindet sich ein kleiner Busbahnhof, der von den HVV-Buslinien 7950, 7970, 7971, 7972, 7973, 7975, 7977 und 7980 angefahren wird.

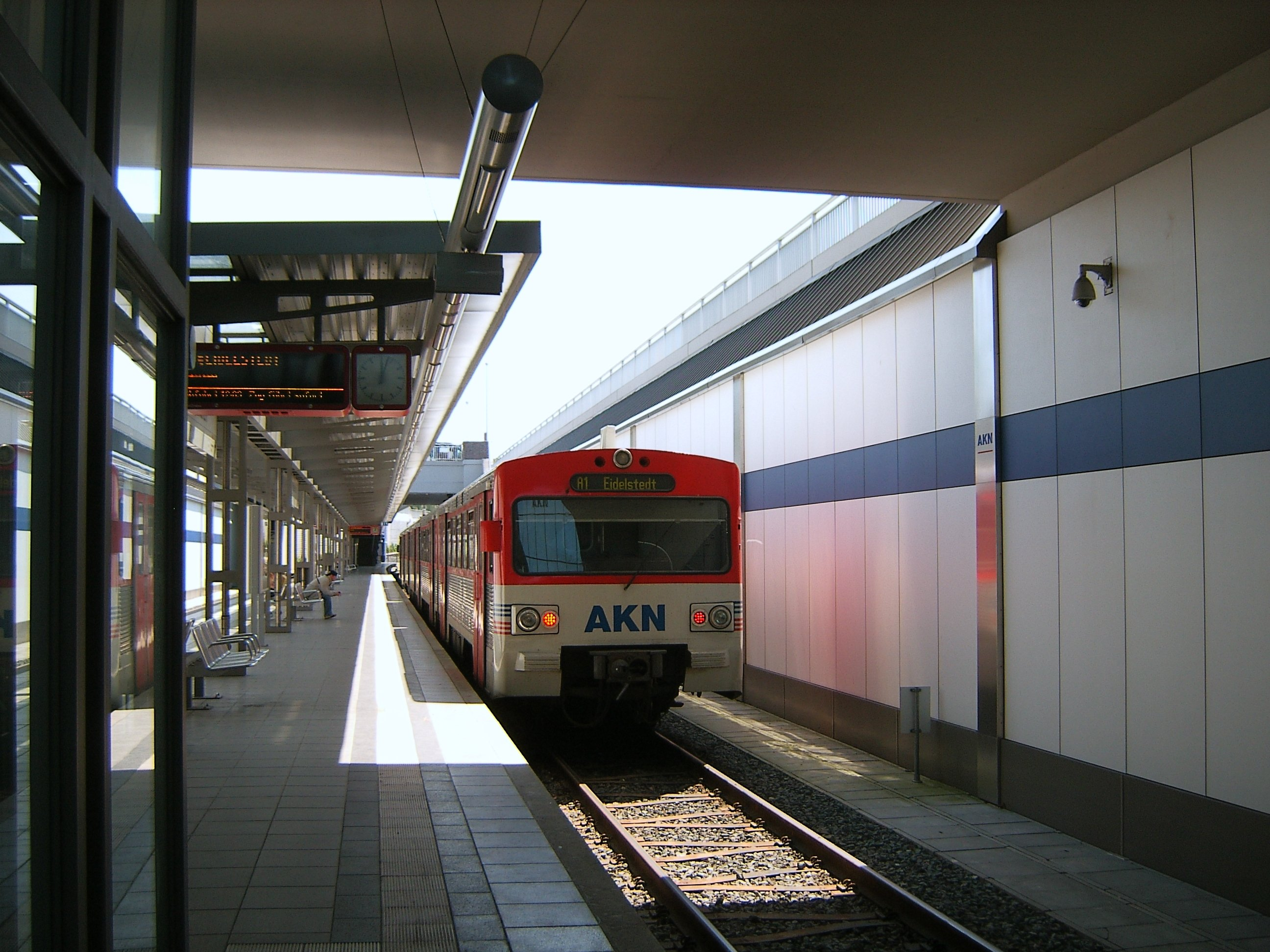
Ein VTE-Triebwagen hält am Bahnsteig.

| Linie | Verlauf |
| ----- | --- |
| A1    | Eidelstedt – Eidelstedt Zentrum – Hörgensweg – Schnelsen – Burgwedel – Bönningstedt – Hasloh – Quickborn Süd – Quickborn – Ellerau – Tanneneck – Ulzburg Süd (– Henstedt-Ulzburg – Kaltenkirchen Süd – Kaltenkirchen) |
| A2    | Norderstedt Mitte – Moorbekhalle – Friedrichsgabe – Quickborner Straße – Haslohfurth – Meeschensee – Ulzburg Süd – Henstedt-Ulzburg – Kaltenkirchen Süd – Kaltenkirchen – Holstentherme – dodenhof – Nützen – Lentföhrden – Bad Bramstedt Kurhaus – Bad Bramstedt – Wiemersdorf – Großenaspe – Boostedt – Neumünster Süd – Neumünster |